# Bitwa pod Lubartowem (1831)
Bitwa pod Lubartowem – bitwa stoczona 10 maja 1831 roku podczas powstania listopadowego.
Maszerujący w kierunku Zamościa generał Wojciech Chrzanowski (5600 żołnierzy i 10 dział) po stoczonej 9 maja zwycięskiej bitwie pod Firlejem z częścią sił rosyjskiego korpusu Cypriana Kreutza dotarł na noc do Lubartowa. Tutaj wojska polskie założyły nieubezpieczony biwak na skarpie nadwieprzańskiej. Dowiedziawszy się o tym Kreutz, mający około 9000 żołnierzy i 27 dział, postanowił odciąć grupie Chrzanowskiego drogi odwrotu na Kock i Łęczną, a następnie zepchnąć ją do Wieprza.
O świcie 10 maja wojska Kreutza zbliżyły się do Lubartowa od strony zachodniej, wychodząc na drogi prowadzące do Kocka i Lublina. Polacy zostali całkowicie zaskoczeni pojawieniem się sił rosyjskich, Kreutz nie ruszył do natychmiastowego natarcia, rozpoczynając walkę od ognia artyleryjskiego. Wykorzystał to Chrzanowski, uszykował swe siły frontem w kierunku zachodnim, oparł prawe skrzydło o Lubartów, a lewe osłonił polną drogą prowadzącą w kierunku na Serniki, gdzie znajdował się most na Wieprzu.
Gdy Kreutz wreszcie zaatakował, kierując główne uderzenie na Lubartów, Chrzanowski zostawił tam część prawego skrzydła, a z resztą wojsk polskich ruszył marszem flankowym przed frontem rosyjskim na południowy wschód i o godzinie 16 przeprawił się pod Sernikami przez Wieprz. Pozostawione w Lubartowie pododdziały 1 pułku i 5 pułku piechoty wiązały główne siły rosyjskie. Nadzwyczaj mocny opór stawiła kompania 1 pułku piechoty, która broniła klasztoru kapucynów.